# Семс (Алабама)
Семс (англ. Semmes) — город в округе Мобил, штат Алабама, США. Согласно переписи 2020 года, население составляет 4 941 человек.

## История
Населённый пункт назван в честь адмирала Рафаэля Сэмса. 3 марта 2010 года была подана петиция о регистрации города. Референдум прошёл 17 августа 2010 года. После завершения голосования неофициальные результаты показали, что 74,19 % избирателей были за. Некоторые избиратели жаловались на «зигзагообразный» вид предлагаемых границ города. 2 мая 2011 года город был зарегистрирован. Датой первых муниципальных выборов стало 28 июня 2011 года. На них должен был быть избран мэр и пять членов городского совета. Только один человек, Джуди Хейл, баллотировался на пост мэра, и, как таковой, был избран без проведения выборов. Членами совета стали Джерри Шири, Дэйв Бейкер, Мэри Калхун, Филипп Додд и Тереза Боннер. Они приняли присягу на первом заседании 6 июня 2011 года.

## География
Город расположен в 74 м над уровнем моря. По данным Бюро переписи населения США, Семс имеет общую площадь в 38 км2. Из них 0,10 км2, или 0,24 %, приходится на воду.

## Население
| Год переписи                              | Нас. |  | %± |
| ----------------------------------------- | ---- |  | -- |
| 2020                                      | 4941 |  | —  |
| 2020–2020 — перепись населения. Источник: |      |  |    |